# 138 Puppis
138 Puppis (e Puppis) é uma estrela na direção da Puppis. Possui uma ascensão reta de 07h 38m 43.90s e uma declinação de −36° 29′ 48.6″. Sua magnitude aparente é igual a 5.78. Considerando sua distância de 964 anos-luz em relação à Terra, sua magnitude absoluta é igual a −1.58. Pertence à classe espectral B3III.